# Ryttaren i Madara

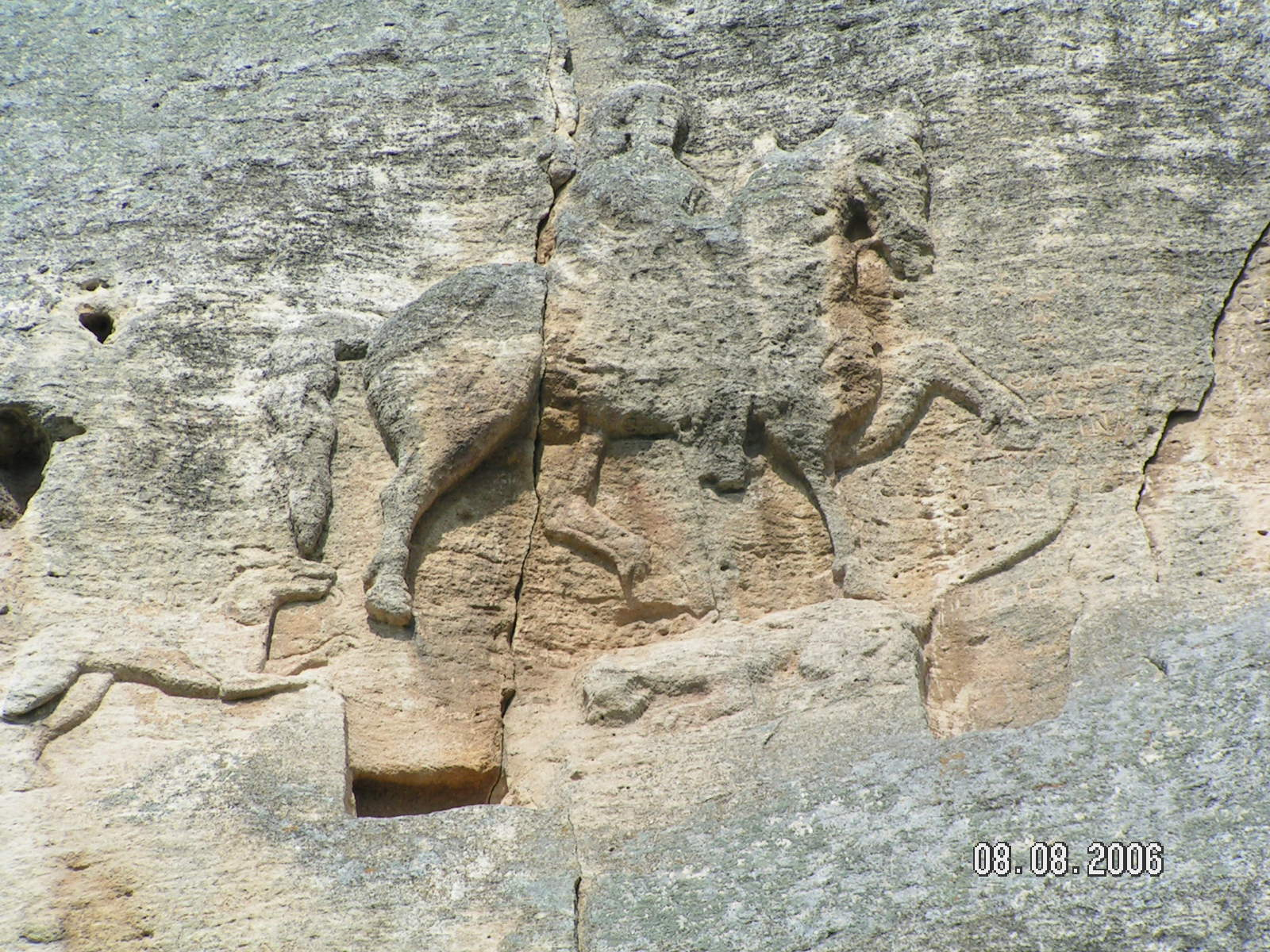
Ryttaren i Madara.

Ryttaren i Madara eller Madararyttaren (bulgariska: Мадарски конник, Madarski konnik) är en stenrelief inristad i berget på Madaraplatån öster om Sjumen i nordöstra Bulgarien, nära byn Madara. 

## Monumentet
Reliefen visar en majestätisk ryttare, huggen i berget cirka 23 meter över marknivån på den närapå vertikala klippväggen. Ryttaren, som har huvudet åt höger, stöter ett spjut i ett lejon vid hästens fötter. En örn flyger framför ryttaren och en hund springer efter honom. Scenen visar symboliskt en militär triumf.
Monumentet dateras till omkring år 710 och fick världsarvsstatus 1979. Det tillskrivs vanligen antikens bulgarer, en nomadisk krigarstam som bosatte sig i Bulgarien i slutet av 600-talet och efter att ha gått samman med de lokala slaverna gav de upphovet till nutidens bulgarer. Dateringen betyder att monumentet skapades under bulgariska khanen Tervel och stödjer tesen att den är ett porträtt av khanen själv. Andra teorier kopplar samman reliefen med forntidens Thraker, och hävdar att den avbildar en thrakisk gudom.

## Inskriptioner
Tre partiellt bevarade texter i medeltidsgrekiska, huggen i klippväggen, finns runt ryttarbilden. De bär på viktig information om Bulgariens historia under perioden. Enligt professor Veselin Beshevliev och hans bok Protobulgarians, är den äldsta inskriptionen Tervels verk (695-721 e.Kr), därigenom har reliefen även skapats under hans regeringstid. Andra inskriptioner refererar till khanernas Krum (796-814 e.Kr) och Omurtag (814-831 e.Kr) och höggs sannolikt på deras uppdrag. Texterna efter professor Veselin Beshevliev (översatta från Bulgariska publikationen Веселин Бешевлиев, "Първобългарски надписи", Издателство на Българската академия на науките, София, 1979, стр. 94):
inskription I c
[...] av Bulgarerna [...] och kom till Tervel. Mina farbröder i Thessaloniki-regionen didn't credit to the slit-nosed Emperor och återvände till  Kisinas [...] hans en [...] genom fördraget ledaren Tervel gav till Kejsaren [...] 5 tusen [...] Kejsaren tillsammans med mig vann väl.
inskription II a and b
[...] guldmynt [...] han gav [...] guldmynt ledaren [...] soldater [...] ledaren [...] Grekerna [..] vad jag gav till dig varje år, jag kommer ge dig, för du hjälpte mig [...] varje år kommer vi ge dig och Kejsaren sänt till ledaren [...] och tiggde ledaren Kroumesis [...] ledaren [...] när de sänt guldmynten [...] började de [...] gav från [...] ledaren Kroumesis förlänade [...] denna sjö [...] du gjorde [...] ledaren [...] bröt fördragen [...] krig [...] och denna tid [...] namn [...]
inskription III
[...] matatdes [...] bröt och från Guden Omurtag ledaren [...] sände [...] hjälp mig [...]

## Ära
Madara Peak på Livingston Island i Sydshetlandsöarna, Antarktis har fått sitt namn av den historiska platsen Madara.

### Mynt
Ryttaren finns avbildad på åtsidan av de lägre valörerna av de bulgariska mynten (1 till 50 stotinki) utgivna 1999 och 2000. En officiell undersökning den 29 juni 2008 om utseendet på Bulgariens framtida euromynt vanns av Ryttaren i Madara med 25,44 procent av rösterna